# Beaufort (formatge)
El beaufort és un formatge de pasta premsada cuita francès, produït a  Savoia, concretament l'àrea de producció s'estén per les valls del Beaufortain, de la Tarentaise, de la Maurienne i una part de la vall de l'Arly. Des de 1968 té un segell AOC. Es tracta d'un formatge fet amb llet crua de la família dels gruyères i se'l sol anomenar el Príncep dels gruyères.
És un formatge a base de llet crua de vaca de la raça tarine o abondance, de pasta premsada i crosta rentada. Les moles pesen al voltant de 40 kg. Es reconeix per l'absència de forats i per tenir un taló (perímetre) còncau característic, fruit d'emmotllar-lo amb un cercle de fusta típic. En les formatgeries la llet sencera i crua s'aboca en un recipient on es qualla, després s'escalfa la quallada per extreure el màxim de xerigot i es deixa assecar en una tela de lli. El període d'afinament varia dels 5 a més de 12 mesos. Les moles són fregades amb aigua i sal dues vegades per setmana.

## Beaufort d'alpage

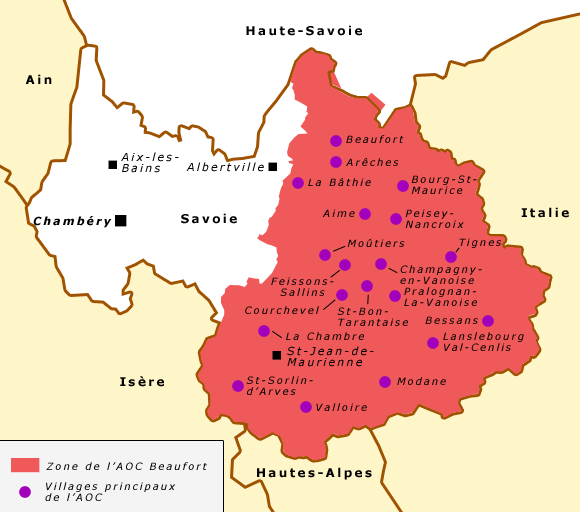
Zones de producció del Beaufort AOC

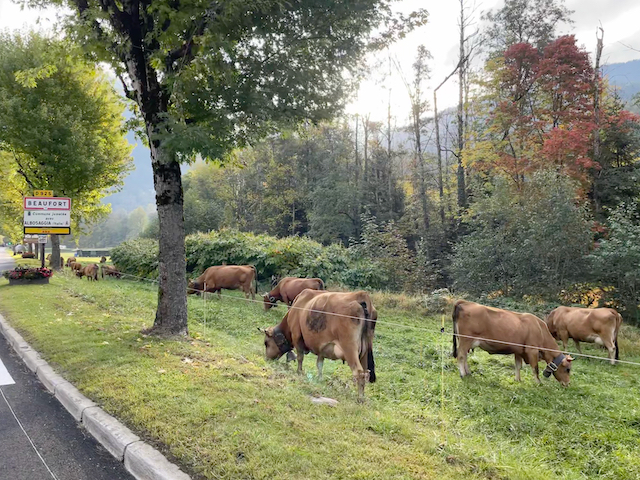
Vaques de la raça Tarentaise a Beaufort

Els beaufort d'alpage s'elaboren exclusivament a l'estiu, quan les vaques pasturen a la muntanya. Tenen una pasta groga, més greixosa i plena de sabor. El beaufort d'alpage s'elabora amb la llet crua i sencera immediatament després d'haver munyit les vaques, això vol dir dues vegades al dia, i sense barrejar la llet de diferents ramats. L'elaboració es fa en cases a les muntanyes obligatòriament situades per sobre de 1.500 m d'altitud i segons els mètodes tradicionals. Té una textura fondant i compta amb un 48% de matèria grassa. És un producte poc habitual i de gran qualitat, cosa que el fa bastant car.
El beaufort d'alpage es distingeix dels altres beauforts d'estiu produïts en formatgeries permanents per la presència en el taló còncau d'una placa vermella i quadrada, situat a la part oposada d'on se situa la cinta blava oval característica del beaufort. Aquestes plaques les distribueix l'INAO i certifiquen el respecte de les regles de la producció de l'AOC Beaufort.
Es pot degustar a partir dels 5 mesos d'afinament i fins a 15 mesos, marida perfectament amb vins de Savoia o un Chablis.

## Beaufort d'estiu
El beaufort d'estiu s'elabora a partir de llet produïda a les pastures que es porta a les valls per ser transformada en formatgeries de la zona AOC. Es pot degustar també durant l'hivern després d'entre 5 a 12 mesos d'afinament.

## Beaufort d'hivern

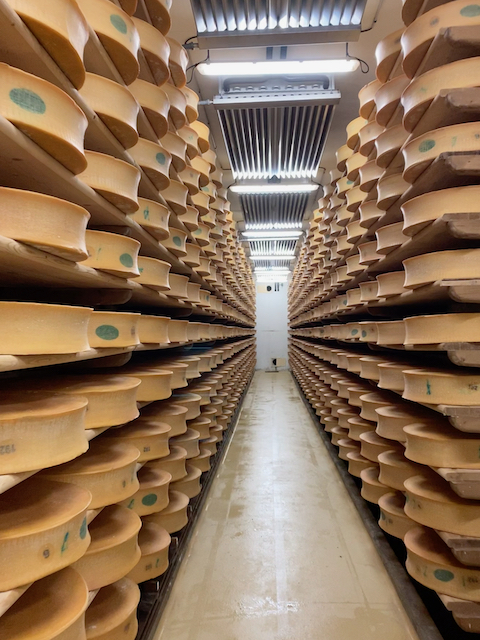
Beauforts afinant-se en una Cooperativa

Aquest beaufort s'elabora amb la llet de les vaques que tornen de les pastures alpines per passar l'hivern en els estables de les valls.
Els aromes d'aquest formatge són una mica més pronunciats que els del beaufort d'alpage o d'estiu, amb una pasta més clara, que es deu a una alimentació de les vaques a base de fenc. S'utilitza per a fer les tradicionals fondues de Savoia.